# یوری کاشیرین
یوری کاشیرین (روسی: Юрий Алексеевич Каширин؛ زادهٔ ۲۰ ژانویهٔ ۱۹۵۹) دوچرخه‌سوار اهل اتحاد جماهیر شوروی سوسیالیستی است.
وی در مسابقات کشوری و بین‌المللی در مجموع برندهٔ ۱ مدال طلا، ۱ مدال نقره، ۱ مدال برنز شده‌است.